# Eriocaulon parvulum
Espèce
Statut de conservation UICN

 LC  : Préoccupation mineure
Eriocaulon parvulum S.M. Phillips est une espèce du genre Eriocaulon, de la famille des Eriocaulaceae. Plante à fleur, du groupe des monocotylédones, elle est native du Cameroun.

## Description
C’est une herbe annuelle,, minuscule, endémique au Mont Oku et à la crête d’Ijim. Elle est connue pour croître entre les blocs de basalte à l’exemple d’autres espèces comme Utricularia scandens, Loudetia simplex et Scleria interrupta. À des altitudes de 1 700 à 2 500 m,, elle est évaluée suivant les critères de l’UICN comme une espèce vulnérable.